# Kadıağılı, Uzunköprü
Kadıağılı là một xã thuộc huyện Uzunköprü, tỉnh Edirne, Thổ Nhĩ Kỳ. Dân số thời điểm năm 2011 là 187 người.